# Elabela
 (juillet 2021).
La mise en forme du texte ne suit pas les recommandations de Wikipédia : il faut le « wikifier ».
Les points d'amélioration suivants sont les cas les plus fréquents :
- Les titres sont pré-formatés par le logiciel. Ils ne sont ni en capitales, ni en gras.
- Le texte ne doit pas être écrit en capitales (les noms de famille non plus), ni en gras, ni en italique, ni en « petit »…
- Le gras n'est utilisé que pour surligner le titre de l'article dans l'introduction, une seule fois.
- L'italique est rarement utilisé : mots en langue étrangère, titres d'œuvres, noms de bateaux, etc.
- Les citations ne sont pas en italique mais en corps de texte normal. Elles sont entourées par des guillemets français : « et ».
- Les listes à puces sont à éviter, des paragraphes rédigés étant largement préférés. Les tableaux sont à réserver à la présentation de données structurées (résultats, etc.).
- Les appels de note de bas de page (petits chiffres en exposant, introduits par l'outil «  Source ») sont à placer entre la fin de phrase et le point final[comme ça].
- Les liens internes (vers d'autres articles de Wikipédia) sont à choisir avec parcimonie. Créez des liens vers des articles approfondissant le sujet. Les termes génériques sans rapport avec le sujet sont à éviter, ainsi que les répétitions de liens vers un même terme.
- Les liens externes sont à placer uniquement dans une section « Liens externes », à la fin de l'article. Ces liens sont à choisir avec parcimonie suivant les règles définies. Si un lien sert de source à l'article, son insertion dans le texte est à faire par les notes de bas de page.
- La présentation des références doit suivre les conventions bibliographiques. Il est recommandé d'utiliser les modèles {{Ouvrage}}, {{Chapitre}}, {{Article}}, {{Lien web}} et/ou {{Bibliographie}}. Le mode d'édition visuel peut mettre en forme automatiquement les références.
- Insérer une infobox (cadre d'informations à droite) n'est pas obligatoire pour parachever la mise en page.

Pour une aide détaillée, merci de consulter Aide:Wikification.
Si vous pensez que ces points ont été résolus, vous pouvez retirer ce bandeau et améliorer la mise en forme d'un autre article.

ELABELA (ELA, Apela, Toddler) est un peptide hormonal qui chez l'homme est codé par le gène APELA. Elabela est l'un des deux ligands endogènes du récepteur APLNR, une GPCR. Ela est sécrétée par certains types cellulaires, notamment les cellules souches embryonnaires humaines. Il est exprimé dans divers organes au cours du développement tels que le blastocyste, placenta, cœur, reins, endothélium, et circule dans le plasma humain en tant qu' hormone.

## Découverte
Elabela est un micropeptide qui a été identifié en 2013 par l'équipe de Bruno Reversade.

## Biosynthèse
Le gène Elabela code une pré-proprotéine de 54 acides aminés, avec un peptide signal dans la région N-terminale. Après translocation dans le réticulum endoplasmique et clivage du peptide signal, la proprotéine de 32 acides aminés peut générer plusieurs fragments actifs.

## Fonctions physiologiques
Les sites d' expression du récepteur APLNR sont liés aux différentes fonctions jouées par Elabela dans l'organisme. Malgré cela, Elabela est capable de signaler indépendamment de l'APLNR dans les cellules souches embryonnaires humaines et certaines lignées cellulaires cancéreuses dont OVISE.

### Pluripotence embryonnaire
La protéine Elabela est synthétisée, transformée et sécrétée par des cellules souches embryonnaires mais pas par des cellules souches embryonnaires de souris. Chez l'homme, il est sous la régulation directe de POU5F1 (aka OCT4) et NANOG. Grâce à sa signalisation autocrine et paracrine, Elabela endogène entraîne la voie PI3K/AKT/mTOR pour maintenir la pluripotence et l'auto-renouvellement.

### Vasculaire
Elabela est exprimé par les tissus médians (tels que la notocorde chez le poisson zèbre et le tube neural chez les mammifères) au cours de l'organogenèse. Là, il sert de chimioattractant pour les angioblastes exprimant l' APLNR à leur surface cellulaire. Cela participe à la formation des premiers et secondaires vaisseaux du système vasculaire.

### Pré-éclampsie
L'ELA est sécrétée dans la circulation sanguine par le placenta en développement. Les souris enceintes dépourvues d'Ela, présentent des symptômes de type pré-éclampsie , caractérisés par une protéinurie et une hypertension gestationnelle. L'infusion d'ELA exogène normalise la pression artérielle et prévient le retard de croissance intra-utérin chez les souris nés de mères Ela knock-out. L'ELA augmente le pouvoir invasif des cellules de type trophoblaste, ce qui suggère qu'il peut améliorer le développement placentaire pour prévenir l'éclampsie.